# Fănică-Voinea Ene
Fănică-Voinea Ene (pseudonimul publicistic al lui Fănică Ene) (n. 8 noiembrie 1946, Gura-Caliței, județul Vrancea -  d. 21 februarie 2024) a fost un scriitor, jurnalist și specialist în medicină alternativă român. 

## Date biografice
După ce a urmat Liceul „Unirea” din Focșani (1960-1962), a continuat studiile la Liceul Militar „Dimitrie Cantemir” din Breaza (1963-1964) și apoi la Școala Superioară de Ofițeri “Nicolae Bălcescu” din Sibiu (1964-1968). După stagiul la unități a urmat Academia de Înalte Studii Militare din București (1976-1978) și, în paralel, Facultatea de Ziaristică din București (1975-1979). În 1980 a absolvit și Cursul Postuniversitar de Analiști-Programatori la Institutul Central de Informatică.
A fost căsătorit cu Georgeta Ene (fostă Soare și fostă profesoară și instructor de dans popular pentru zona Vrancei, decedată în 4 decembrie 2014), cu care are doi copii.

## Activitatea profesională
A lucrat în presa militară, fiind pe rând redactor la gazeta de educație ostășească „Înainte” (1972-1974) și la „Revista Gărzilor Patriotice” (1984-1985), iar apoi redactor șef de secție la publicațiile „La datorie” (1986-1987) și „Observatorul militar” (1987-1997). A editat publicațiile „Ghidul recrutului” (1990), supliment al ziarului „Armata României”, și revista „Romanian Armed Forces” (1995).

## Activitatea literară
A debutat în beletristică în anul 1973 cu scurte eseuri literare în ziarul “Înainte” la rubrica “Inscripție pe armă”. Le-au urmat referințe de critică literară în aceeași publicație sub genericul “De vorbă cu tinere condeie” și epigrame și catrene tot în aceeași publicație și în ziarele “La datorie” și “Apărarea patriei”. A publicat poezia „Gând de pace” în Suplimentul ilustrat din august 1985 al “Revistei gărzilor patriotice”. A scris scenariul pentru filmul documentar «Școala de Ofițeri ”Nicolae Bălcescu” Sibiu», realizat de Studioul Cinematografic al Armatei în anul 1995.
A contribuit cu povestiri vânătorești și pescărești la ziarul “Observatorul militar” și la revistele “Viața militară” și “Vânătorul și Pescarul Român”.

## Activitatea medicală
Pasionat încă din copilărie de medicina naturală (naturistă), pasiune pe care i-a transmis-o bunica sa Dumitra Ene (1889-1980), renumită tămăduitoare populară din zona Vrancei, a studiat ca autodidact tehnicile terapiilor naturiste și le-a aplicat în tratarea a numeroși bolnavi.
A efectuat cercetări medicale proprii în domeniul terapiilor naturiste, sintetizând rezultatele lor într-o serie de comunicări științifice prezentate la conferințele internaționale ale Asociației Naționale de Terapii Complementare și publicate în compendiile acestora: 
- Folosirea organelor animaliere în tratarea bolilor, Compendiul lucrărilor celei de a 5-a ediții a Conferinței Internaționale de Terapii Complementare, Arad, 2001, ISBN: 973-8161-28-2, p. 65-68.
- Tratarea diabetului zaharat de tip doi cu mijloace naturale, Compendiul lucrărilor celei de a 5-a ediții a Conferinței Internaționale de Terapii Complementare, Arad, 2001, ISBN: 973-8161-28-2, p. 68-71.
- Tratarea cancerului cu mijloace naturale în 2002, Compendiul lucrărilor celei de a 6-a ediții a Conferinței Internaționale de Terapii Complementare, Arad, 2002, ISBN: 943-8161-69-X, p. 589-602.
- Imunoterapia cancerului cu mijloace naturale în 2005, Compendiul lucrărilor celei de a 9-a ediții a Conferinței Internaționale de Terapii Complementare, Arad, 2005, ISBN: 973-664-100-7,
- Cele 10 porunci ale regenerării psihofizice a omului în 2007, Compendiul lucrărilor celei de a 11-a ediții a Conferinței Internaționale de Terapii Complementare, Arad, 2007, ISBN: 973-664-150-3, p. 285-301.
- Reducerea numărului de bolnavi de cancer în 2008, Compendiul lucrărilor celei de a 12-a ediții a Conferinței Internaționale de Terapii Complementare, Arad, 2008, ISSN: 1844-8127, p. 133-147 și
- Câteva principii ale alimentației de viață lungă în 2011, Compendiul lucrărilor Conferinței Internaționale de Terapii Complementare, Arad, 2011, ISBN: 978-606-92983-6-7, p. 246-263.

A brevetat, în anul 1993, la Oficiul de Stat pentru Invenții și Mărci invenția “Dispozitiv portabil pentru localizarea semnelor iridiene pe subiect”.

## Cărți publicate
De literatură
- Însemnări din zilele revoluției. Decembrie 1989, volumul colectiv de publicistică, Editura Militară, București 1990, ISBN 973-32-0667-9, p. 124-131.
- Ochi de poieniță ascunsă, povestiri vânătorești, Editura ALLFA, București, 320 de pagini, ISBN 978-973-724-300-3, prefațat de mai mulți autori, între care scriitorii Nicolae Boghian și Liviu Vișan. Referințe critice despre lucrare au apărut în revista „AGORA LITERARĂ”, publicație a Ligii Scriitorilor Români, Cluj-Napoca, nr. 11 din iunie 2011, p. 23 („Din templul naturii”, autor Octavian Mihalcea).
- Vânător prin lume, povestiri vânătorești, Editura ”Societatea Scriitorilor Militari”, București, 2012, 196 de pagini, ISBN 978-973-8941-53-3, cu o prefață semnată de scriitorii Nicolae Boghian și Dan Gâju.

De medicină naturistă
- Să ne tratăm singuri. Ghid de terapie naturistă, Editura ALL, București, ed. I în 1996, ed. a II-a în 2001, ed. a III-a în 2002, ed. a IV-a în 2004, ed. a V-a în 2006, ed. a VI-a în 2009, toate revizuite și adăugite. La ed. a VI-a ISBN 978-973-571-947-0, prefață de prof. dr. în științe medicale Ion Pleșca.
- Terapie naturistă. Cazuistică. Cancer. Boli autoimune. Alte afecțiuni, Editura ALL, București, 2006, ISBN 973-571-619-4, prefață de colonel în rezervă dr. Cristian Obrocea, medic primar de medicină internă.
- Terapie naturistă. Ghidul turistului, Editura ALL, București, 2007, ISBN (10) 973-571-711-5, ISBN (13) 978-973-571-711-7, prefață de colonel în rezervă Grigore Radoslavescu, jurnalist.
- Secretele longevității. Ghid de terapie naturistă, Editura ALL, București, 2011, ISBN 978-973-571-988-3, prefață de dr. Marin Popescu, medic primar, specialist în chirurgie și oncologie.

## Prezență în dicționare, antologii, monografii
Ale personalităților literare și jurnalistice
- Arma de care aveți nevoie. O antologie a jurnaliștilor militari 1990-2004”, EDITURA MILITARĂ, București 2004, ISBN 973-32-0667-9, p. 121-124;
- Între istorie și legendă, Monografia comunei Gura-Caliței, Editura “Fundația Tradiția Românească”, București 2010, ISBN 978-973-87029-4, p. 234-236;
- Dicționarul membrilor Ligii Scriitorilor Români, vol. 2
- Chemări de liniști și senin. Antologia Ligii Scriitorilor Vrancea ─ 2011

Ale personalităților medicinei alternative
- Fitoterapie tradiționalăa și modernă, ed. a III-a revizuită și adăugită, Editura FIAT LUX, București, 2003, ISBN 973-9250-67-X, p. 481;
- Naturalis. Ghid de medicină și terapii naturale, Editura ALDO PRESS, București 2003, ISBN 973-7945-07-7, p.597 și
- Între istorie și legendă, Monografia comunei Gura-Caliței, Editura “Fundația Tradiția Românească”, București 2010, ISBN 978-973-87029-4, p. 234-236.

## Afilieri
Este membru al următoarelor instituții profesionale de beletristică și jurnalistică:
- Liga Scriitorilor Români, Filiala Vrancea, din anul 2012,
- Societatea Scriitorilor Militari, din anul 2004,
- Uniunea Ziariștilor Profesioniști, din anul 1991.

La instituții profesionale de medicină alternativă
- Președintele Fundației ”Terapia naturistă” din anul 1999.

## Distincții
Pentru activitatea literară și jurnalistică
- Diplomă de prețuire pentru emisiunile prezentate la postul de radio „Ora armatei”, în 2005, cu ocazia aniversării a 65 de ani de la prima emisiune a acestuia;
- Diplomă de merit pentru întreaga activitate de jurnalist militar, de către Trustul de Presă al Ministerului Apărării Naționale, în 2009, cu prilejul aniversării a 150 de ani de la apariția primului număr al ziarului „Observatorul militar”;
- Diplomă „pentru devotamentul cu care a apărat, la microfonul emisiunilor militare, idealurile Armatei României, a sprijinit corecta informare, consolidând astfel încrederea publică în Oastea Țării”, după cum consemnează acest document, în 2010, cu prilejul aniversării a 70 de ani de radiofonie militară;
- Diplomă de onoare pentru susținerea și promovarea activității Bibliotecii Militare Naționale, în 2010, cu ocazia împlinirii a 150 de ani de la înființarea acesteea.

Pentru activitatea medicală
- Diplomă de merit, în 2002, pentru rezultatele remarcabile ale cercetării științifice în sfera terapiilor complementare, de la Asociația Națională de Terapii Complementare din România și
- Diplomă de onoare, în 2009, pentru întreaga activitate în domeniul medicinei naturiste, de la Fundația “Terapia Naturistă” cu prilejul aniversării a 10 ani de la înființarea acestei instituții.